# Oregon (Ohio)
Oregon es una ciudad ubicada en el condado de Lucas, en el estado estadounidense de Ohio. En el Censo de 2010 tenía una población de 20 291 habitantes y una densidad de 206 personas por km².

## Geografía
Oregon se encuentra ubicada en las coordenadas 41°40′2″N 83°25′10″O / 41.66722, -83.41944. Según la Oficina del Censo de los Estados Unidos, Oregon tiene una superficie total de 98.5 km², de la cual 77.64 km² corresponden a tierra firme y (21.18%) 20.86 km² es agua.

## Demografía
Según el censo de 2010, había 20 291 personas residiendo en Oregon. La densidad de población era de 206 hab./km². De los 20 291 habitantes, Oregon estaba compuesto por el 93.53% blancos, el 1.43% eran afroamericanos, el 0.19% eran amerindios, el 0.76% eran asiáticos, el 0.01% eran isleños del Pacífico, el 2.18% eran de otras razas y el 1.89% pertenecían a dos o más razas. Del total de la población el 7.47% eran hispanos o latinos de cualquier raza.